# 1997 CR19
1997 CR19 är en asteroid i huvudbältet som upptäcktes den 11 februari 1997 av den japanska astronomen Takao Kobayashi vid Ōizumi-observatoriet.
Asteroiden har en diameter på ungefär 6 kilometer.